# Batalla de Thay Baw Boe
La batalla de Thay Baw Boe fue un enfrentamientos bélico entre el Ejército de Liberación Nacional Karen (KNLA) de la Unión Nacional Karen (KNU) y el Tatmadaw del Consejo Administrativo del Estado de Birmania por el control de la base militar birmana de Thay Baw Boe, en el municipio de Myawaddy del estado de Kayin, ocurrido el 18 de mayo de 2022. La batalla se desarrolló en el transcurso de la «guerra defensiva contra la junta militar», en el marco de la revolución birmana.

## Antecedentes
Como respuesta al golpe militar se produjeron manifestaciones que, debido a la represión ejercida por la junta militar, comenzaron a tener esporádicos actos de resistencia armada. Estos sucesos causaron que algunos grupos armados étnicos abandonaran de facto el alto al fuego con el gobierno. Sumado a lo anterior, el 16 de abril las autoridades derrocadas crearon el Gobierno de Unidad Nacional (NUG), un gobierno en el exilio que se considera a sí mismo como la autoridad legítima de Birmania. En mayo de 2021, el NUG anunció la formación de la Fuerza de Defensa del Pueblo y en septiembre el lanzamiento de una guerra defensiva y una revolución nacional contra la junta militar.

## Batalla
El primer asalto de las fuerzas insurgentes, compuesta por una coalición del Ejército de Liberación Nacional Karen y la Fuerza de Defensa del Pueblo, se dio durante la noche del 18 de mayo, cuando ingresaron al área y se enfrentaron a los soldados del Tatmadaw. A causa del rápido avance rebelde, el ejército comenzó a realizar ataques aéreos con el objetivo de expulsar a las fuerzas opositoras de la base militar, una práctica común últimamente, sin embargo, a pesar de los 35 bombardeos, los insurgentes lograron el control del campamento militar.

## Secuelas
De acuerdo a la Unión Nacional Karen al menos 5 soldados murieron en combate y otros 7 fueron capturados y «están siendo detenidas de acuerdo con las regulaciones para los prisioneros de guerra y reciben el tratamiento médico necesario»; mientras que, según otro grupo rebelde que participó en la batalla llamado Columna Cobra, 3 insurgentes fallecieron. Además, 14 militares fueron arrestados y más tarde deportados por las autoridades tailandesas, cuando estos intentaban huir del fuego enemigo.
El ataque le restó una posición estratégica al ejército birmano desde la cual reforzaban a las tropas estacionadas en las aldeas y ciudades cercanas. Como también, le dio el acceso a las fuerzas rebeldes a armas como «lanzadores de largo alcance, varios rifles MA, granadas, explosivos, minas terrestres, un detector de minas, un avión no tripulado, un dispositivo de comunicación TS-2000 y proyectiles de armas».
El 24 de mayo, los rebeldes karen informaron que no hubo intentos de retomar y, en cambio, 1000 soldados de la Fuerza de la Guardia Fronteriza del Estado de Karen se habían retirado de las zonas controladas por los insurgentes para presuntamente dirigirse a resguardar la ciudad de Myawaddy de un futuro asalto del KNLA.